# Јустине Зигемунд
Јустине Зигемунд, или Зигемундин рођена као Јустине Дитрих (Роншток, 26. децембар 1636 — 10. новембар 1705) је била шлеска бабица. Њена књига о акушерству из 1690. „Дворска бабица”, је био први немачки медицински текст који је написала жена.

## Младост
Јустине Дитрих је рођена 26. децембра 1636, као ћерка Елијаса Дитриха, лутеранског свештеноучитеља у Ронштоку (данас Розтока, Пољска), у некадашњем шлеском војводству Јавор. Отац јој је умро 1650, када је имала 14 година. 1655. се удала за Кристијана Зигемунда, рачуновођу. Брачни пар је није имао деце током 42 године брака, и подржавали су једно друго у њиховим професионалним каријерама.

## Каријера

### 1656–1672.
Са 20 година, Јустине је имала пролапс материце који је погрешно дијагностификован. Ово болно искуство ју је мотивисало да се едукује о акушерству, и почела је праксу 1659, када је замољена да помогне у једном случају проблематичног порођаја. До 1670. је као бабица пружала бесплатне услуге сиромашним женама у околини. База њене плаћајуће клијентеле је расла и укључивала трговачке и племићке породице.

### 1670–1701.
1670, Зигемунд је именована за Градску бабицу Легнице. Услед њене успешне праксе као бабице и све шире базе клијената, Зигемунд је позвана у помоћ када је тумор грлића материце претио Лујизи, војводкињи од Легнице. Зигемунд је успешно уклонила тумор. Исте године, Мартин Кергер—њен бивши супервизор—ју је оптужио за небезбедне праксе приликом рађања. Кергерове колеге на медицинском факултету у Франкфурту на Одри су стале на Зигемундину страну, а Кергерове сопствене изјаве су демонстрирале да му недостају професионална знања заснована на практичним искуствима о женској репродуктивној анатомији, анатомији новорођенчади и порођају.
Кергерове оптужбе нису утицале на Зигемундину каријеру и пословне прилике. Њена стручност и вештина је привукла пажњу Фридриха Вилхелма, изборника од Бранденбурга, који ју је поставио за дворску бабицу у Берлину 1683. Такође је служила и као дворска бабица за сестру Фридриха I, Марију Амалију од Бранденбурга, и породила је четворо њене деце. На двору Августа II Јаког 1696, помагала је Кристијани Еберхардини од Бранденбург-Бајројта приликом рађања њеног сина, Фридриха Августа II. У истом периоду је присуствовала и другим порођајима у области Берлина.
У Лајпцигу, Андреас Петерман је против ње измнео оптужбе сличне онима које је Кергер већ изнео, али имајући у виду његово компаративно професионално неискуство, Зигемунд је још једном успела да превазиђе ову претњу својој професионалној репутацији.
Зигемунд је ретко користила лекове или хируршке инструменте у својој пракси. До тренутка смрти, 10. новембра 1705. у Берлину, Зигемунд је породила готово 6.200 деце, по речима берлинског ђакона који је говорио на њеној сахрани.

### Дворска бабица(1690)
Док је била у Холандији, Марија II Оранска је предложила Зигемунди да напише приручник за бабице. Међутим, она је вероватно већ почела да саставља своју Дворску бабицу до тад.
1689, Зигемунд је путовала из Хага у Франкфурт на Одри и предала је свој нацрт приручника медицинском факултету у Франкфурту на Одри. Факултет је одобрио њену медицинску документацију. У приручнику су се налазиле и ембриолошке и анатомске гравире Регниера де Графа и Говарда Бидлоа, што је увећало његову практичну корисност. Од априла до јуна 1689, заштитила је своја интелектуална права над овим делом добивши штампарске привилегије од електора Бранденбурга и Саксоније, као и од Цара Светог римског царства.
На основу белешки које је пажљиво састављала током порођаја, објавила је ауторативни акушерски текст под насловом Дворска бабица. 28. марта 1690. Европски универзитет Вијадрина у Франкфурту на Одри је сертификовао њену књигу. Књига је написана у форми дијалога између ње и Кристине, ученице. Дворска бабица је била систематична и заснована на доказима у свом представљању могућих компликација приликом порођаја, укључујући проблеме попут неповољног положаја бебе, проблема са пупчаном врпцом, предњачећом постељицом, као и решења ових проблема. У уџбенику, Зигемунд је изнела решење за порођај у случају изласка бебе са раменом напред, што је у то време била често врло опасна ситуација која је могла да доведе до смрти бебе, а потенцијално и мајке. Осмислила је дворучну интервенцију како би се беба ротирала у материци, док је један екстремитет фиксиран. Такође је (заједно са Франсоаом Морисоом) осмислила метод решавања проблема крварења предњачеће постељице, бушењем водењака.
Након Зигемундине смрти, Дворска бабица је дочекала бројна реиздања, укључујући она у Берлину (1708) и Лајпцигу (1715. и 1724). Реиздања из 1723, 1741, 1752. и 1756. су такође укључивала наводе о случајевима са Кергером и Петерманом.

## Дела
- дигитално издање Универзитетске и државне библиотеке у Дизелдорфу.

## Даља литература
- Pulz, Waltraud (1994). "Nicht alles nach der Gelahrten Sinn geschrieben" : das Hebammenanleitungsbuch von Justina Siegemund : zur Rekonstruktion geburtshilflichen Überlieferungswissens frühneuzeitlicher Hebammen und seiner Bedeutung bei der Herausbildung der modernen Geburtshilfe [„Није све написано на научни начин” : бабицина књига упутстава од Јустине Зигемунд : за реконструкцију акушерског традиционалног знања раних модерних бабица и њихов значај у развоју модерног акушерства] (на језику: немачки). München: Münchner Vereinigung für Volkskunde. ISBN 3-926844-14-0. OCLC 214665051.
- Pulz, Waltraud; Morel, Marie-France (1996). „Aux origines de l'obstétrique moderne en Allemagne (XVIe-XVIIIe siècle): accoucheurs contre matrones?” [The origins of modern obstetrics in Germany (16th-18th century)]. Revue d'histoire moderne et contemporaine (на језику: француски). Societe d'Histoire Moderne et Contemporaine. 43 (4): 593—617. ISSN 0048-8003. JSTOR 20530194. OCLC 60617917.
- Pulz, Waltraud (1998). „Gewaltsame Hilfe? Die Arbeit der Hebamme im Spiegel eines Gerichtskonflikts (1680–1685)” [Forced help? The work of the midwife reflected in a court conflict (1680–1685)].  Ур.: Schlumbohm, Jürgen. Rituale der Geburt : eine Kulturgeschichte (на језику: немачки). München: Verlag C.H. Beck. ISBN 3-406-42080-X. OCLC 41327073.
- Siegemund, Justina (2005).  Tatlock, Lynne, ур. The court midwife. Превод: Tatlock, Lynne. Chicago: University of Chicago Press. ISBN 978-0-226-75710-0. OCLC 190560533 — преко Internet Archive.
- Tatlock, Lynne (лето 1992). „Speculum Feminarum: Gendered Perspectives on Obstetrics and Gynecology in Early Modern Germany”. Signs. University of Chicago Press. 17 (4): 725—760. ISSN 0097-9740. JSTOR 3174533. OCLC 5552765755.